# Чаган
Чаган (на хангъл:자강, правопис по системата на Маккюн-Райшауер Chagang) е провинция в Северна Корея. Граничи с Китай на север, Рянган и Южен Хамгьон на изток, Северен Пхьонан на запад и Южен Пхьонан на юг. Столицата ѝ е град Кангие. Основана е през 1949 година.

## География
Чаган е най-планинската провинция в КНДР, като 98% от територията ѝ е заета от високи планини. Средната надморска височина е 750 метра, и много от населените места са разположени на склонове с ъгъл между 15 и 40 градуса. Площта ѝ възлиза на 16 613 кв. км.

## Климат
Климатът е континентален. Зимата е много студена, а летата са прохладни. Температурите се покачват бързо през пролетта и спадат бързо през есента. Валежите са предимно през лятото и са обилни.

## Население
Населението на провинцията се изчислява на 1 147 946 души. Гъстотата е 69 души/кв.км.

## Ресурси
Чаган е една от най-богатите на природни ресурси провинции. Съществуват големи залежи на злато, олово, цинк, мед, молибден, желязна руда, антимон, волфрам, графит, варовик, апатит, различни видове кристали и скъпоценни камъни, както и редките антрацитни въглища.

## Икономика и промишленост
Поради наличието на големи количества природни ресурси провинция Чаган е силно индустриализирана. Преди освобождението на Корея от японската окупация това е бил най-изолираният регион на корейския полуостров. Съществували са две малки мини и дъскорезница. Днес продукцията на провинцията е близо 1000 пъти повече от тази през 1945 година. Основните промишлени дейности включват минно дело, електропроизводство, химически продукти, машини, дървообработване. Развито е и животновъдството.
Въпреки че столицата на провинцията е Кангье, най-развитият град е Хуйчон. По време на Корейската война той е основен индустриален център в КНДР заради отдалечеността си от местата на сраженията. По-големите предприятия в града са огромна фабрика за машинни части и фабрика за копринени тъкани. В града се намира и Севернокорейският университет по телекомуникации.
На територията на Чаган се намират и множество големи ВЕЦ. През 90-те години са построени голям брой неголеми електроцентрали.